# Raión de Hlújiv
El raión de Hlújiv (en ucraniano: Глухівський район) es un raión o distrito de Ucrania en el óblast de Sumy. 
Comprende una superficie de 1700 km².
La capital es la ciudad de Hlújiv.

## Demografía
Según estimación 2010 contaba con una población total de 25450 habitantes.

## Otros datos
El código KOATUU es 5921500000. El código postal 41400 y el prefijo telefónico +380 5444.